# Возсіятська сільська рада
Возсія́тська сільська́ ра́да — колишній орган місцевого самоврядування в Єланецькому районі Миколаївської області. Адміністративний центр — село Возсіятське.

## Загальні відомості
- Населення ради: 2 247 осіб (станом на 2001 рік)

## Населені пункти
Сільській раді були підпорядковані населені пункти:
- с. Возсіятське
- с. Ковалівка

## Склад ради
Рада складалася з 16 депутатів та голови.
- Голова ради: Кузнєцов Микола Петрович
- Секретар ради: Непша Інна Володимирівна

### Керівний склад попередніх скликань
| ПІБ                       | Основні відомості                                                        | Дата обрання | Дата звільнення |
| ------------------------- | ------------------------------------------------------------------------ | ------------ | --------------- |
| Кузнєцов Микола Петрович  | Сільський голова, 1966 року народження, безпартійний                     | 26.03.2006   | 31.10.2010      |
| Діордіца Марія Степанівна | Секретар сільської ради, 1955 року народження, член Народної партії      | 26.03.2006   | 31.10.2010      |
| Непша Інна Володимирівна  | Секретар сільської ради, 1975 року народження, освіта вища, позапартійна | 31.10.2010   |                 |

Примітка: таблиця складена за даними сайту Верховної Ради України